# Newfound Valley Airport

i7
i11
i13
Der Newfound Valley Airport (FAA-LID: 2N2) ist ein Flugplatz in Bristol im Grafton County in der Lakes Region von New Hampshire in den USA. Er befindet sich in Privatbesitz. Vor Ort gibt es einen Hangar und Verankerungen an den Abstellplätzen, aber weder Reparatur- noch Wartungsmöglichkeiten. Die meisten Flugbewegungen sind örtlich, etwa zehn Prozent sind Zwischenlandungen. Die Nutzung durch Militärflüge ist selten. Im Jahr 2016 wurden durchschnittlich 34 Flüge pro Woche gezählt.